# Tiszavasvári
Tiszavasvári je město v župě Szabolcs-Szatmár-Bereg ve východním Maďarsku. Od roku 2013 je okresním městem okresu Tiszavasvári. Ve městě v lednu 2014 žilo 12 833 obyvatel.

## Poloha, popis
Město se rozkládá v nížině řeky Tisa, která protéká severně od něho ve vzdálenosti zhruba 5 km. Nadmořská výška území města je zhruba 92 m. Při západním okraji města protéká směrem k jihu Východní hlavní kanál (maďarsky Keleti-főcsatorna). Rozloha města je 126,59 km².

## Historie

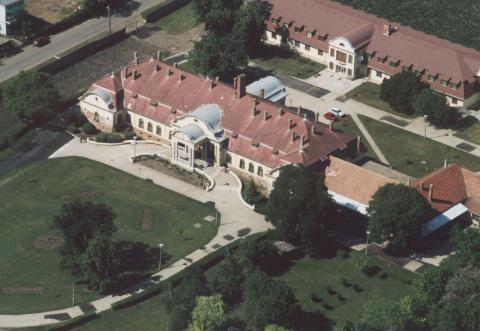
Zámek ve městě Tiszavasvári

Původně se zde nacházely dvě osady, Tiszabűd (dříve jen Bűd) a Szentmihály (Svatý Michal). Název Bűd je tureckého původu a pochází z doby osmanské okupace Uher.
Bűd byl zničen během tatarského vpádu v polovině 13. století. Později byl sice znovu osídlen, ale na konci 16. století se stal na dobré půlstoletí opět neobyvatelným v souvislosti se závěrem dlouhé války mezi Habsburky a Turky. Nakonec sem přišli noví kolonisté (kupci) a založili nové sídlo. 
Szentmihály vznikl jako samostatná osada kolem roku 1440 András Báthori založil na okraji Bűdu samostatnou osadu a osídlil ji bűdskými poddanými. Kolem roku 1550 to již byla významná osada, kde žilo téměř půl tisíce lidí. V první třetině 17. století osídlil vesnici nový majitel půdy - rod Lónyayů. Ve druhé polovině 17. století byla osada, ale kolem roku 1700 se spolu s dalšími v regionu rekolonizovala. Osada si až do roku 1848 udržela status svobodného města. Od roku 1771 do roku 1945 patřil k panství Dessewffyů.
Správní sjednocení dvou sousedních obcí (tehdy Bűdszentmihály a Tiszabűd) neproběhlo hladce. Poprvé byly spojeny v roce 1941 pod názvem Bűdszentmihály, ale obyvatelé Tiszabűdu se odmítli smířit se ztrátou své samosprávy. V roce 1946 se jim podařilo získat ji částečně zpět, ale v roce 1950 byly v souvislosti s administrativními změnami maďarských obcí obě obce znovu sjednoceny, tentokrát pod názvem Bűdszentmihály. Jako kompromis byl schválen nový název města: Tiszavasvári, který neodkazuje na dvě uvedená původní. Centrum města bylo přestavěno po druhé světové válce a vznikla také nová radnice, stejně jako nové náměstí (maďarsky Városház tér). Od 1. ledna 1986 získala obec statut města.

## Doprava
Silniční – městem prochází hlavní silnice č. 36, jež ho spojuje se župním městem Nyíregyháza, které je vzdáleno zhruba 27 km směrem na východ. Město má také napojení na dálnici M3, která je vzdálena zhruba 10 km jižním směrem.
Železniční – přes město vede místní trať z obce Tiszalök do sousedního okresního města Hajdúnánás a dále do Debrecínu. Prochází městem severojižním směrem a má zde jedinou stanici. V blízkosti města se také nachází ještě zastávka Egyházerdő.

## Zajímavosti
- Muzeum Pál Vasvári-ho
- Řeckokatolický barokní kostel svatého Mikuláše z roku 1762
- Římskokatolický neogotický kostel svaté Eleonory z roku 1912
- Zámek Dessewffy, klasicistní z 19. století
- Zámek Kornis-Dogály
- Termální a léčivé lázně

## Školství
Ve městě se nachází několik základních škol a také gymnázium.